# Codex Theodosianus
Codex Theodosianus ("Theodosius bok") var den sammanställning av romerska lagar förordnade av kristna romerska kejsare sedan 312 som togs fram av en kommission under Theodosius II 429-438.
Theodosius hann aldrig genomföra de reformer han planerade och hans lag fick inget större genomslag. De romerska lagarna sammanställdes därefter på nytt och omarbetades under Justinianus, som lät publicera Corpus juris civilis.